# (1863) Antinoüs
(1863) Antinoüs est un astéroïde Apollon et aréocroiseur, découvert en 1948 par Carl A. Wirtanen.
Il fut nommé d'après Antinoüs de la mythologie grecque.
Au XXe siècle, Antinoüs est passé à moins de 30 millions de kilomètres de la Terre à cinq reprises ; il ne le fera qu'une fois au XXIe siècle. La distance la plus proche s'accroît à chaque fois, passant de 26 à 29 millions de kilomètres.